# Hip-hopolo
Hip-hopolo – pejoratywny termin określający nagrania z gatunku hip-hop, nawiązujący nazwą do nurtu polskiej muzyki tanecznej disco polo.

## Charakterystyka

### Geneza terminu
Terminu tego początkowo używał Paweł Sito, dziennikarz muzyczny, określający w ten sposób twórczość takich wykonawców, jak Norbi, czy K.A.S.A..

### Upowszechnienie terminu
Wyrażenie rozpowszechniło się w 2003 na kanwie sukcesów wykonawców nagrywających płyty dla poznańskiej wytwórni muzycznej UMC Records. Twórczość takich raperów i zespołów jak: Jeden Osiem L, Jacek „Mezo” Mejer, Verba, Ascetoholix czy Dominik „Doniu” Grabowski, miała charakteryzować melodyjność czy brak przekazu artystycznego typowego dla polskiego hip-hopu, a wywodzącego się z kultury podziemia. W 2005 zjawisko uległo załamaniu, a sam termin w latach późniejszych był sporadycznie stosowany przez media jak i społeczność hip-hopową.

### Reprezentanci
Płyty sygnowane przez UMC Records cieszyły się znaczną popularnością, w tym: Mezokracja (2003) – Jacka „Meza” Mejera, Bógmacher (2004) Marcina „Libera” Piotrowskiego, Ósmy marca (2005) Verby oraz Wideoteka (2003) grupy Jeden Osiem L, notowane m.in. na liście sprzedaży OLiS. Z kolei pochodzące z wymienionych wydawnictw piosenki były emitowane m.in. przez stacje radiowe Eska, Radio Zet i RMF FM.
Do wykonawców hip-hopolowych zaliczano także artystów związanych z wytwórnią muzyczną Camey Studio, rapera Tomasza „Tekę” Kucharskiego oraz Daniela „DKA” Kaczmarczyka, współpracującego przez krótki okres z wytwórnią My Music, a wywodzącą się z UMC Records.

## Krytyka
Wykonawcom hip-hopolowym towarzyszyła znaczna krytyka ze strony dziennikarzy muzycznych, miłośników kultury hip-hop oraz raperów. Hip-hopolo w powszechnej opinii miało zwiastować także koniec „prawdziwego” rapu w Polsce.
W odpowiedzi na hip-hopolo powstało szereg krytycznych utworów w tym: „Rok później (Oczy otwarte 2)” Mesa i Numera (utwór ten stał się zarzewiem beefu między Mezem a Mesem i Numerem), „Cepelia” skit duetu Pezet/Noon, „Odzyskamy hip-hop” O.S.T.R.-a, „Straciłeś wątek” duetu Vienio i Pele, „Wirus Hiv ho polo” zespołu Firma, „Naprzeciw hiphopolowym rurom” Żuroma, „Za szybcy się wściekli” Pokahontaz, „Teoria fikcji” Verte i Tedego, seria "Dis vol" Ramony 23.